# Рапото I (граф Ортенбурга)

Графство Ортенбург (сверху зелёным цветом)

Рапото I (нем. Rapoto I. von Ortenburg (Ortenberg); ок. 1120 — 26 августа 1186) — граф Ортенбурга (Ортемберга) (с 1134 года), Мураха (с 1163 года), Крайбурга и Марквартштайна (с 1173 года). Четвёртый сын каринтийского герцога Энгельберта II из рода Шпанхаймов.
При разделе отцовских владений после его ухода в монастырь получил земли в диоцезе Пассау (1134), где основал город Ортенбург (Ортемберг) и стал называть себя графом Ортенбурга.
В 1145 году со смертью Дитриха фон Фихтенштейна угасла одна из линий рода Форнбахов, и Рапото I смог получить небольшую часть наследства, в том числе фогство в монастыре св. Николая.
В 1158 году в битве при Милане погиб последний представитель рода Форнбахов граф Нойбурга и Питтена Экберт III. После его смерти Рапото I получил права фогтства в Пассау.
В 1163 году умер Энгельберт III, маркграф Истрии, и Рапото I как один из его братьев получил графство Крайбург и владения в Химгау. После этого территория его княжества значительно расширилась и простиралась от Бриксена (Тироль) до границ с Чехией.

## Семья
Жена (1163) — Елизавета, дочь графа Гебхарда II фон Зульцбах. Дети:
- Рапото II (ум. 19 марта 1231) — граф Ортенбурга, пфальцграф Баварии.
- Адельгейда.
- Матильда, муж — Конрад II, граф фон Валлей.
- Елизавета, муж — Геро II, граф фон Хойнбург.
- Генрих I (ум. 15 февраля 1241), граф Ортенбурга и Мураха.